# 7292 Prosperin
7292 Prosperin è un asteroide della fascia principale. Scoperto nel 1992, presenta un'orbita caratterizzata da un semiasse maggiore pari a 2,3898628 UA e da un'eccentricità di 0,1059919, inclinata di 7,63990° rispetto all'eclittica.